# Бій під Радеховом
Бій під Радеховом — операція вояків УПА з визволення політв'язнів із концтабору в Радехові, де відбулись зіткнення із загонами НКВС.

## Хід операції
Вночі з 26 на 27 квітня 1945 року сотні УПА: «Галайда-1» під командою командира Василяшка Василя — «Перемоги», «Перебийніс» під командою сотника «Шумського», «Тигри» з командиром «Ромком», «Пролом» із командиром «Черником», «Кочовики» з командиром «Шпилем» та бойова група СБ під проводом Дмитра Куп'яка — «Клея» виконали наскок на містечко Радехів, де більшовики організували концтабір для політв'язнів, призначених до депортації на схід. Повстанці знищили гранатами будинки НКВС, захопили концтабір і, знищивши більшовицьку залогу, визволили понад 200 політв'язнів.
Після цього повстанські відділи відступили з міста і зайняли становище, окопавшись, на горі між селами Тишиця і Воля Радвенська. Дорогою відділ «Кочовики» наткнувся на групу більшовиків і прицільним вогнем знищив 15 енкаведистів, останні відступили, 28 квітня більшовики стягнули підкріплення і великими силами 2-го прикордонного загону НКВС пішли з усіх боків у наступ на позиції повстанців. Протягом 10 годин повстанці відбивали всі атаки, а коли стемніло, сильним ударом прорвали ворожий стрій і перейшли в ліси.